# Ventlinge
Ventlinge är kyrkby i Ventlinge socken i Mörbylånga kommun på sydvästra Öland 45 kilometer söder om Färjestaden. 
I byn ligger Ventlinge kyrka.
Ventlinge by omtalas i dokument första gången 1481, men är troligen äldre. Ventlinge socken redan på 1300-talet, kyrkan är från 1100-talet och bynamnet är förmodligen forntida. 1541 omfattade byn 5 mantal skatte, en samfälld utjord tillhörig Möckleby i Södra Möckleby samt två mantal kyrkojord som lydde under sockenkyrkan. 1567 brändes byn av danskarna under Nordiska sjuårskriget.